# 邓小平 (电影)
《邓小平》，中国大陆电影，总导演丁荫楠，主演卢奇、王苏娅。

## 剧情
该片讲述文化大革命结束之后，邓小平复出主持工作，主持召开中共十一届三中全会，拨乱反正、平反冤假错案、恢复高考等事迹。

## 演出
| 演员   | 角色   | 备注 |
| 卢奇   | 邓小平 |      |
| 王苏娅 | 卓琳   |      |
| 刘殿臣 | 陈云   |      |
| 张云立 | 叶剑英 |      |
| 李晋明 | 李先念 |      |
| 董世泽 | 徐向前 |      |
| 史崇仁 | 聂荣臻 |      |
| 李一清 | 彭真   |      |
| 邸国强 | 罗瑞卿 |      |
| 张春祥 | 王震   |      |
| 陈默   | 万里   |      |
| 马占祥 | 薄一波 |      |
| 张光政 | 习仲勋 |      |
| 冯福生 | 荣毅仁 |      |
| 丁扬忠 | 谢非   |      |
| 任士一 | 王恩茂 |      |
| 赵有亮 | 陈景润 |      |

## 制作
- 总导演：丁荫楠
- 执行导演：吴慧珠。
- 副导演：丁震、祁晓野、张卫旗、谢荐、赵广梅。
- 制片主任：薛鑫、姚萍、范良友
- 制片顾问：曹彪、马德和
- 美术：那树枫
- 作曲：程大兆
- 剧务：王丁、曹欢、张雷昌、何志荣、刘亚平
- 财务主管：胡丽君
- 财务监督：李虹
- 场记：安庆艳、黄洪华。
- 摄影助理：吴士君、王强国、陈鹏、何舜恩。
- 副美术：易冰封、朱林、胡丽丽、黄树光。
- 录音：吴凌、吴江
- 副录音：温波
- 录音助理：陈光、李培银
- 录音工程：陈飞
- 拟音：刘万富
- 化妆顾问：王希钟
- 化妆造型：徐广瑞
- 化妆：麻双颖、于宝忠
- 化妆助理：顾丽丽、孙思思
- 服装设计：陈同勋
- 服装：史东玲
- 服装助理：田小玲、李昌兆
- 道具设计：郭大刀
- 道具：陈圣东、王正勋、林洪添
- 道具助理：陈圣金
- 照明：陈天铭、张学军
- 照明助理：胡国忠、张治刚、张兴华
- 置景：怀湘、栗捷红、甘胜宾
- 烟火：李志祥

该片主要呈现改革开放之后邓小平的形象。
该片2003年开始筹备摄制，2007年才上映。
2008年，该片参加“第九届中国长春电影节”。